# ラ・ロマーナ州

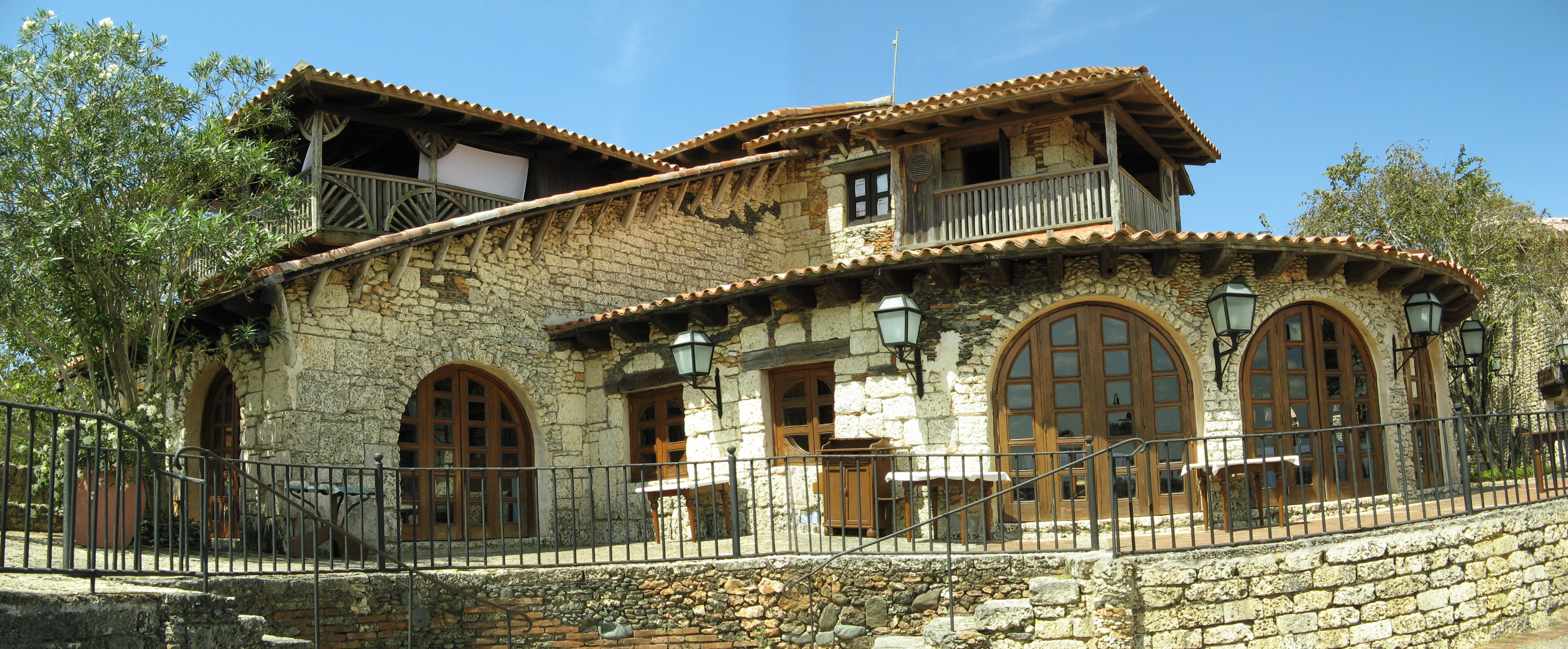
Altos de Chavón Resortの料亭

ラ・ロマーナ州 (ラ・ロマーナしゅう、スペイン語：La Romana / スペイン語発音: [la ɾoˈmana])は、ドミニカ共和国東部の州。
2017年の人口は26万5084人。
州都はラ・ロマーナ。

## 隣接州
- 北：エル・セイボ州
- 東：ラ・アルタグラシア州
- 南：カリブ海
- 西：サン・ペドロ・デ・マコリス州

## 行政区画
- グアイマテ（英語版）
- ビヤエルモサ（英語版）
- ラ・ロマーナ：州都

## 観光地
- アルトス・デ・チャヴォン（英語版）：地中海風リゾート
- カサ・デ・カンポ：大型リゾート